# Dapifero di Montcada
Dapifero di Montcada (... – 768) è un personaggio leggendario dell'VIII secolo, di origine bavara, a cui viene attribuita la fondazione della dinastia Moncada.

## Biografia
Il frate somasco Giovanni Agostino della Lengueglia, autore dell'opera storico-encomiastica Ritratti della prosapia et heroi Moncadi nella Sicilia pubblicato nel 1627 per conto di Luigi Guglielmo Moncada La Cerda, V principe di Paternò, e dedicata alla dinastia Moncada, attribuisce nella medesima ad un Dapifero, indicato come figlio del duca Teodone di Baviera, la sua fondazione.

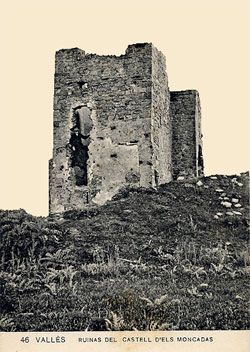
Rovine del castello dei Moncada a Montcada i Reixac, in una foto del 1910

Il cronista catalano Pere Tomich, vissuto nel XV secolo, riferisce che nel 734, Carlo Martello alleatosi con il duca Oddone I d'Aquitania penetrò nella Catalogna sotto occupazione saracena accompagnato da un esercito di venticinque mila cavalieri al cui comando vi era Otogerio Cataló e altri nove capitani, soprannominati "I nove baroni della fama", tra cui figurava anche Dapifero. L'esercito di Otogerio nel 756 tolse alcuni territori ai Mori nella zona dei Pirenei, come Empúries e Gerona, e poco dopo il bavaro Dapifero succedette al comando ad Otogerio, morto nel 763. Da capitano delle milizie cristiane, Dapifero diresse l'assedio delle zone occupate dai Mori e conquistò Tortosa, Fraga, Roda, Barcellona, Tarragona, e la piana di Urgell, dove il bavaro uccise tre Re Mori ed arginò l'espansione territoriale saracena incatenando due monti della Catalogna, in mezzo ai quali vi edificò un castello che prese il nome di Montecateno (poi corrotto in Montcada, e infine Moncada), e di cui assunse il cognome.
Nell'opera del Lengueglia, Dapifero viene indicato come il cugino di Otogerio Cataló, altri genealogisti invece, lo indicano come il fratello di quest'ultimo. Nello specifico, il nome reale di Dapifero sarebbe Otto, la cui paternità viene attribuita a Grimaldo di Baviera, morto nel 725, ucciso da Carlo Martello. Otogerio e Otto, per sfuggire alle congiure da parte del Re dei Franchi, andarono in Catalogna per combattere contro i Mori. Inoltre, ad Otogerio viene pure attribuita la fondazione del castello di Montecateno, nelle vicinanze di Barcellona, che inizialmente si sarebbe chiamato Mont-Cathaló o Monte Catalán.
Il Lengueglia ritiene che Dapifero sarebbe morto nel 768 ed avrebbe lasciato un figlio, Arnaldo, che gli succedette nella sua dignità militare.
L'esistenza storica di Dapifero di Montcada è stata messa in dubbio da studi effettuati nella seconda metà del XX secolo, dal catalano Antoni Pladevall i Font e dallo statunitense John C. Shiedeler, che hanno stabilito il carattere mitologico e leggendario della sua figura.